# TV24
TV24 est une chaîne de télévision généraliste suisse alémanique commerciale privée. La chaîne émet en haute définition.

## Histoire de la chaîne
Le 10 décembre 2013, le Groupe AZ Medien, actif dans la presse régionale de Suisse et qui détient également les chaînes de télévisions locales suisses Tele M1, TeleZüri et TeleBärn annonce le lancement d'une télévision généraliste nationale privée lors du premier semestre 2014. Dans le courant du mois d'avril 2014, AZ Medien annonce que la chaîne diffusera des programmes variés tels que des films, des documentaires, des séries et de l'information. Elle annonce également son lancement pour le 12 mai 2014.

## Organisation

### Dirigeants[5]
- Peter Wanner : Président
- Philip Funk : Vice-président
- Markus Gilli : Directeur des programmes
- Peter Canale : Directeur technique
- Roger Elsener : Responsable des chaînes AZ Medien

La chaîne a un capital action de 1 mio CHF.

## Programmes
La chaîne se positionne comme une chaîne généraliste. À part les chaînes de télévisions alémaniques du service public SSR SRG, c'est la première chaîne, depuis la disparition de Tele 24 et TV3 à diffuser un bulletin quotidien d'informations présentées par un journaliste à l'antenne. 
La chaîne diffuse des documentaires achetés ou produits, des séries allemandes et américaines, des films ainsi que de l'information sur 24h. Elle puise une partie de ses programmes dans les programmes diffusés par les chaînes locales partenaires du même groupe que sont Tele M1, TeleBärn et TeleZüri.

## Diffusion
TV24 est retransmise partout en Suisse par câble ou IPTV, via Swisscom TV, UPC Cablecom et d'autres réseaux câblés locaux et régionaux.